# Македоника Неа (1924 – 1934)
„Македоника Неа“ (на гръцки: Mακεδονικά Nέα, в превод Македонски новини) е исторически вестник, излизал в Солун, Гърция, от 1924 до 1934 година.
Първият брой на вестника излиза на 14 март 1924 г. Подзаглавието на вестника е Πρωινή έφημερίς όργανον των εθνικών συμφερόντων (Сутрешен служител на националните интереси). От брой № 10 от 10 септември 1933 година подзаглавието е Първият сутрешен демократичен вестник в Солун (Ή πρώτη πρωινή δημοκρατική έφημερίς έν Θεσσαλονίκη).
Управители на вестника са Петрос Луварис и Василиос Месалонгитис. Първоначално вестникът подкрепя Гръцката демократическа партия. След това застава на позициите на генерал Теодорос Пангалос, а после подкрепя Георгиос Кондилис.
Последният брой на вестника излиза на 25 февруари 1934 година.